# Bernice Orwig
Bernice Jane Orwig, née le 24 novembre 1976 à Anaheim (Californie, États-Unis), est une ancienne joueuse américaine de water-polo. Elle est médaillée de d'argent aux Jeux de 2000.

## Carrière
Bernice Orwig commence le water polo en première année de lycée qui lui permet d'obtenir une bourse sportive pour aller étudier les sciences de l'éducation à l'université de Californie du Sud. Durant sa dernière année, elle remporte le titre national et reçoit le The Peter J. Cutino Award de la meilleure joueuse de water-polo universitaire de l'année. Elle est de confession presbytérienne.
Quelques semaines avant les Jeux, elle se casse le bras mais réussit à se remettre à temps pour partir pour Sydney. Membre de l'équipe nationale américaine de water-polo en tant que gardienne, elle remporte un médaille d'argent aux Jeux de 2000.
Après avoir pris sa retraite sportive, elle est nommée entraîneuse assistante de l'équipe nationale américaine.

## Palmarès

### Jeux olympiques
- Jeux olympiques d'été de 2000 à Sydney ( Australie) :
  -  médaille d'argent du tournoi féminin

### Jeux panaméricains
- Jeux panaméricains de 1999 à Winnipeg ( Canada) :
  -  médaille d'argent du tournoi féminin